# داني توماس (لاعب كرة قدم بريطاني)
داني توماس (بالإنجليزية: Danny Thomas)‏ (1 مايو 1981 في المملكة المتحدة - ) هو لاعب كرة قدم بريطاني في مركز جناح ‏. لعب مع شروزبري تاون وفيمليكافيلاغ هافنارفيارذار وليستر سيتي وماكليسفيلد تاون ونادي بورنموث ونادي هيرفورد ونوتينغهام فورست ونادي كيترينغ تاون ونادي تاموورث ونادي بوسطن يونايتد.

## وصلات خارجية
- داني توماس على موقع قاعدة بيانات كرة القدم.إي يو (الإنجليزية)
- داني توماس على موقع Soccerbase.com (لاعب) (الإنجليزية)
- داني توماس على موقع Soccerway.com (الإنجليزية)
- داني توماس على موقع عالم كرة القدم.نت (الإنجليزية)